# Vallirana
Vallirana es un municipio de la comarca del Bajo Llobregat, en la provincia de Barcelona, comunidad autónoma de Cataluña, España. Se encuentra a tan solo 25 km de Barcelona. Pertenece a un extremo de la "Serra d'Ordal" y está situado en el interior del macizo del Garraf, entre los municipios del Ordal y Cervelló.

## Toponimia
El origen del topónimo es incierto, pero hay varias teorías sobre ello. La primera referencia conservada de Vallirana es del año 949, sobre una donación de unas tierras en un lugar mencionado como Valleriana. Probablemente, este topónimo es una composición del antropónimo romano Valerius y la terminación -ana que indica pertenencia, fundus de Valerius, «asentamiento de Valerius», probablemente esta persona fuese dueña de una villa romana durante el Bajo Imperio.
Otra teoría habla de su origen a la contracción de «Valle de Irene» o «Elena», hijas de familias nobles que se documentan en la comarca.

## Símbolos

### Escudo
El escudo de Vallirana se define por el siguiente blasón: 
Escudo embaldosado: de azur, un ciervo pasando de oro. Por timbre, una corona mural de pueblo.
Fue aprobado el 8 de febrero de 1989 y publicado en el DOGC número 1111 el 24 del mismo mes. El ciervo es la señal tradicional del pueblo. Vallirana pertenecía a la baronía de Cervelló, de la cual cogió las armas, intercambiando los colores.

## Geografía
Integrado en la comarca de Bajo Llobregat, se sitúa a 31 kilómetros de la capital provincial. El término municipal está atravesado por la autovía autonómica B-24 y por la carretera nacional N-340, en los pK 1229 y 1232-1237. 
Este relieve está enmarcado por el macizo del Garraf, en la cabecera de la riera de Cervelló. Además de este valle, el municipio comprende el valle de Arús, surcado por una riera tributaria de la de Cervelló. Las mayores elevaciones están al oeste y al sur. La altitud oscila entre los 615 metros al oeste (Puig Bernat) y los 130 metros a orillas de la riera de Cervelló. El pueblo se alza a 165 metros sobre el nivel del mar.
| Noroeste: Subirats            | Norte: Cervelló | Nordeste: Cervelló              |
| Oeste: Olesa de Bonesvalls    |                 | Este: Cervelló                  |
| Suroeste: Olesa de Bonesvalls | Sur: Begues     | Sureste: Torrelles de Llobregat |

## Historia

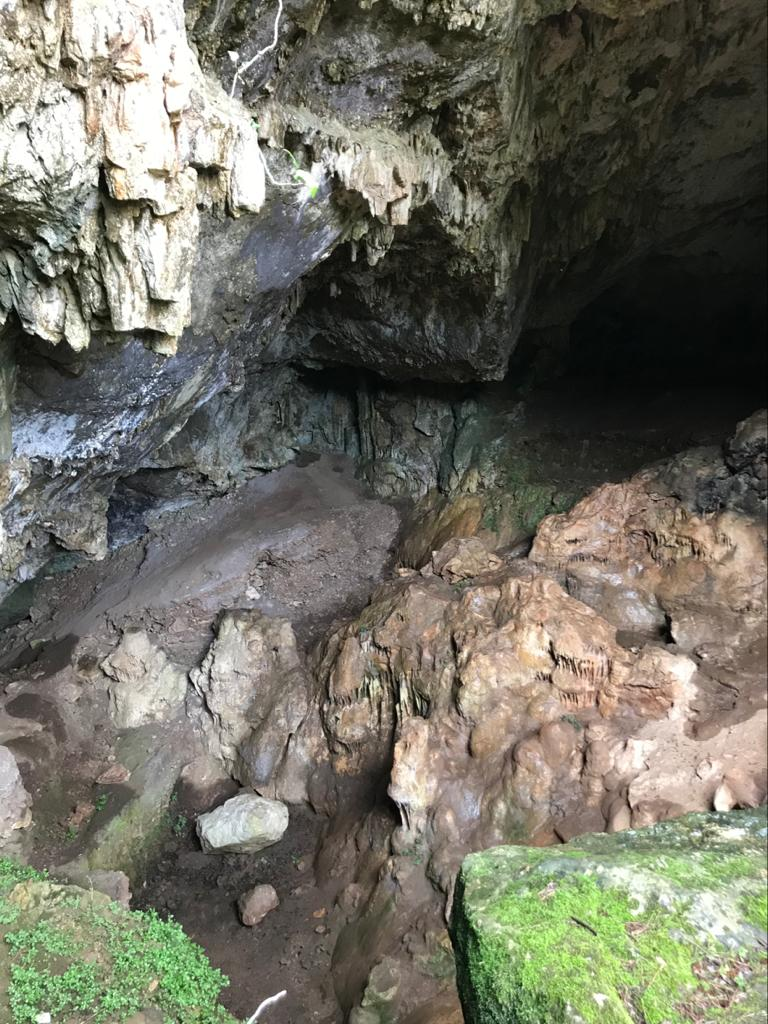
La cova Bonica

Los restos más antiguos encontrados en Vallirana se han encontrado en la cova Bonica, Sota Penya y la Fou de Montaner, datan de entre los años 4100 y 3600 a. C. Otros restos, del Neolítico medio, se han encontrado en la cova de l'Avi.

### Edad Media
El primer documento conservado de Vallirana es en el año 904 que habla sobre la donación de la capilla de San Silvestre del obispo Teodorico de Barcelona a la abadía de San Cugat. Vallirana aparece mencionado por primera vez en el cartulario de San Cugat, año 949, cuando el monje Odil dona a la abadía de San Cugat unas viñas de Cervelló situadas exactamente en una zona llamada Valleriana.

### Edad Contemporánea
La construcción de la N-340, conocida como la carretera de Cataluña, provoca uno de los mayores cambios en la historia de Vallirana, a partir del 1787 se empieza a edificar al lado de la carretera, llamada calle de Barcelona. El año 1804 se inaugura la nueva iglesia, debido a que la anterior estaba demasiado alejada del nuevo núcleo de población, esto provoca que se edifiquen casas alrededor de la iglesia, dando origen a la primera calle perpendicular de Vallirana, más tarde apareció la de la riera.
A comienzos del siglo XX el pueblo se convierte en un paraíso para las familias burguesas de Barcelona que venían a veranear, debido a la tranquilidad del pueblo y su cercanía con Barcelona. A partir de la década, Vallirana acelera su crecimiento demográfico debido al éxodo de población en el sur de España. Se empiezan a edificar los bloques de pisos y aparecen empresas constructoras que llevaran la construcción de las primeras urbanizaciones, como Interclub o la Selva Negra.
A principios del siglo xxi, la crisis inmobiliaria afecta en gran medida a Vallirana, ya que antes de la crisis el municipio tenía una gran oportunidad económica por la que se estaban ampliando grandes urbanizaciones y construyendo nuevas promociones que quedaron abandonados.

## Cultura

### Fiesta mayor
La fiesta mayor dedicada a San Mateo se celebra el 21 de septiembre. Durante este día se festeja el correfoc, una feria en la rambla de la Sobirania y otras actividades culturales.

### Vot del poble
El vot del poble es una festividad valliranenca, celebrada el 12 de enero en honor a San Sebastián. Esta fiesta tiene sus orígenes en 1855, cuando el pueblo pasaba por una fuerte epidemia de cólera, según la leyenda para salvar al pueblo la solución fue hacerle una prometerle a San Sebastián, protector contra la peste, San Sebastián accedió a librar al pueblo de la epidemia a cambio de venerarlo cada año. Esta festividad tiene la misma importancia que la fiesta mayor, se realizan actividades culturales, correfoc y una feria en la rambla.

### Feria del Cava
La feria del cava es celebrada durante el mes de junio, con la intención de recuperar la tradición vinícola en Vallirana que se ha ido degradando, además de favorecer al comercio. En la rambla de la Sobirania sobre una carpa se sirven vinos y cavas de producción local. Además, se celebran otras actividades como conciertos y actividades infantiles.

### Patrimonio
- La Cova Bonica: testimonio del asentamiento del Neolítico.
- Capilla de San Silvestre
- Molinots de la Llibra: dos torres medievales actualmente integradas dentro de una moderna urbanización.
- Masías: Mas Lledoner, Molí de Can Batlle, Can Campderrós, Can Bogunyà, Can Prunera
- Camí del soldat romà: el sendero del soldado, camino con las mejores vistas de Vallirana.
- Iglesia de San Mateo: Iglesia de Vallirana.

## Demografía
Vallirana cuenta con una población de 15 985 habitantes (INE 2024).
| Gráfica de evolución demográfica de Vallirana entre 1842 y 2021                                                       |
| |
| Población de derecho según los censos de población del INE. Población de hecho según los censos de población del INE. |

El municipio ha crecido a un ritmo muy grande en los últimos años como zona residencial, debido a su cercanía con la capital de provincia, Barcelona y que los precios de las viviendas son más económicos que en municipios cercanos, como Pallejá y Molins de Rey, donde hay transporte público directo a Barcelona.
El municipio estaba agregado a Cervelló hasta 1787, año en que se desagregó.

### Evolución demográfica
| 1466          | 1,307 | 1,300 | 1334 | 1,314 | 1635 | 6179 | 9,004 | 14,200 | 15,312 |
| (Fuente: INE) |       |       |      |       |      |      |       |        |        |

- Gráfico demográfico de Vallirana entre 1717 y 2020

1717-2007: población de hecho; 1990-:población de derecho

### Núcleos de población
Vallirana está formado por veintitrés núcleos o entidades de población. Lista de población por entidades:
| Entidad de población   | Habitantes (2021) |
| ---------------------- | ----------------- |
| Bassioles, les         | 514               |
| Can Batlle             | 645               |
| Can Julià              | 398               |
| Can Rovira             | 460               |
| Casetes, les           | 392               |
| Casetes Montané        | 381               |
| Inter Club             | 13                |
| Lledoner, el           | 979               |
| Llibra Casanoves, la   | 327               |
| Mas Rovira (1r Sector) | 264               |
| Mas de les Fonts, el   | 278               |
| Mirador, el            | 358               |
| Penya Forcada          | 86                |
| Pinars, els            | 234               |
| Pinatella              | 403               |
| Pla del Pelac          | 339               |
| Polígon Industrial     | 46                |
| Selva Negra Catalana   | 908               |
| Solana, la             | 1934              |
| Soleia I, la           | 284               |
| Soleia II, la          | 77                |
| Vall del Sol           | 724               |
| Centre                 | 4728              |
| Vallirana Parc         | 1046              |

Fuente: INE

## Administración y política
| Periodo   | Nombre                     | Partido       |
| --------- | -------------------------- | ------------- |
| 1979-1983 | Vicente Tarazona Mari      | PSUC          |
| 1983-1987 | Vicente Tarazona Mari      | Independiente |
| 1987-1991 | Josep Alemany i Rigol      | CiU           |
| 1991-1995 | Josep Alemany i Rigol      | CiU           |
| 1995-1999 | Josep Alemany i Rigol      | CiU           |
| 1999-2003 | Josep Alemany i Rigol      | CiU           |
| 2003-2007 | Josep Alemany i Rigol      | CiU           |
| 2007-2011 | Josep Alemany i Rigol      | CiU           |
| 2011-2015 | Eva María Martínez Morales | PSC           |
| 2015-2019 | Eva María Martínez Morales | PSC           |
| 2019-2023 | Eva María Martínez Morales | PSC           |
| 2023-act. | Eva María Martínez Morales | PSC           |

RESULTADOS MUNICIPALES VALLIRANA 2011, 2015, 2019, 2023.
| Partido Político                                                        | 2011  | 2011       | 2015  | 2015       | 2019  | 2019       | 2023  | 2023       |
| Partido Político                                                        | %     | Concejales | %     | Concejales | %     | Concejales | %     | Concejales |
| ----------------------------------------------------------------------- | ----- | ---------- | ----- | ---------- | ----- | ---------- | ----- | ---------- |
| Partido de los Socialistas de Cataluña (PSC)                            | 33,45 | 7          | 48,59 | 10         | 46,98 | 9          | 37,82 | 8          |
| Convergència i Unió (CiU) / Vallirana ets Tu (VET)                      | 32,77 | 6          | 9,71  | 2          | 12,88 | 2          | 12,38 | 2          |
| Partido Popular (PP)                                                    | 11,00 | 2          | 4,61  | 0          | 2,84  | 0          | 4,99  | 0          |
| Iniciativa per Catalunya Verds- Esquerra Unida i Alternativa (ICV-EUiA) | 8,41  | 1          | -     | -          | -     | -          | -     | -          |
| Esquerra Republicana de Catalunya (ERC)                                 | 7,60  | 1          | 12,67 | 2          | 17,17 | 3          | 17,57 | 4          |
| Junts per Vallirana                                                     | -     | -          | 6,09  | 1          | 5,18  | 1          | 8,72  | 1          |
| Si es Pot Vallirana (SPV) / En Comú Podem Vallirana                     | -     | -          | 8,27  | 1          | 6,30  | 1          | 6,14  |            |
| Vox                                                                     | -     | -          | -     | -          | -     | -          | 8,54  | 1          |
| Ciudadanos (Cs)                                                         | -     | -          | 7,95  | 1          | 7,74  | 1          | 1,97  | 0          |

## Servicios

### Educación
- Guarderías
  - Els Barrufets
  - La Talaia
- Centros de educación infantil y primaria (CEIP)
  - Escola Campderrós
  - Escola l'Olivera
  - Escola Pompeu Fabra
  - La Ginesta
- Centros privados (educación primaria y secundaria)
  - Dominiqués Vallirana
- Centros de educación secundaria (IES)
  - INS Vall d'Arús
- Escuelas de adultos (EPA)
  - Escola Municipal d'Adults